# 12719 Pingré
12719 Pingré là một tiểu hành tinh vành đai chính với chu kỳ quỹ đạo là 1272.0912335 ngày (3.48 năm).
Nó được phát hiện ngày 6 tháng 6 năm 1991.